# Tatsuo Itoh

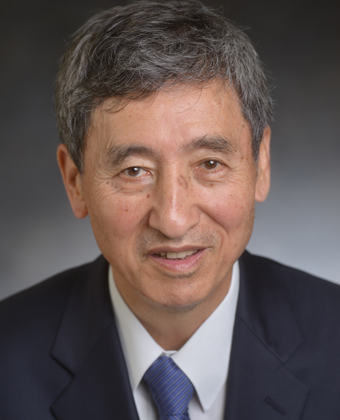
Tatsuo Itoh (2013)

Tatsuo Itoh (japanisch 伊藤 龍男 Itō Tatsuo; * 5. Mai 1940 in Tokio; † 4. März 2021 in Kalifornien) war ein US‑amerikanischer Hochschul-Professor japanischer Abstammung für Hochfrequenztechnik.

## Leben
Geboren ein Jahr vor dem Angriff auf Pearl Harbor (1941), wuchs er während der Kriegs- und der unmittelbaren Nachkriegszeit zusammen mit seinen zwei Brüdern in Yokosuka auf, an der Mündung der Bucht von Tokio. Er besuchte eine Jesuitenschule und erlernte dort die englische Sprache. Im Jahr 1964 erhielt er von der Staatlichen Universität in Yokohama den Bachelor und 1966 den Master of Science in Elektrotechnik. Im Rahmen seiner Abschlussarbeit entwickelte er einen der ersten funktionsfähigen Laser in Japan.
Im Herbst desselben Jahres, 1966, entschloss er sich, sein Heimatland zu verlassen und ging in die Vereinigten Staaten von Amerika an die University of Illinois at Urbana-Champaign. Drei Jahre später, 1969, erhielt er dort den Doctor of Philosophy (Ph.D.) in Elektrotechnik. Seine Betreuer waren Eikichi Yamashita und Raj Mittra.
Im Jahr 1976 ging er zum Stanford Research Institute (SRI) nach Menlo Park ins Silicon Valley, bevor er ein Jahr später, 1977, kurz zur University of Kentucky nach Lexington wechselte, und schließlich, im Juli 1978, seine Lebensstellung an der University of Texas (UT) in Austin fand. Für die nächsten mehr als zehn Jahre forschte und lehrte er dort auf verschiedenen Gebieten der Hochfrequenz- und Millimeterwellentechnik. Während dieser Zeit betreute er 23 Doktoranden, verfasste 48 Bücher oder Buchkapitel, 89 Fachartikel und präsentierte 143 Konferenzbeiträge. Darüber hinaus war er von 1983 bis 1985 der Chefredakteur der IEEE Transactions on Microwave Theory and Techniques (MTT) des Institute of Electrical and Electronics Engineers (IEEE) und von 1991 bis 1994 der IEEE Microwave and Guided Wave Letters. Im Jahr 1990 war er der Präsident der IEEE Microwave Theory and Techniques Society (MTT‑S).
Im Jahr 1991 wechselte er zur University of California (UCLA) nach Los Angeles. Für seine herausragenden Arbeiten und wissenschaftlichen Beiträge erhielt eine Vielzahl von Auszeichnungen (siehe auch: Awards and Recognitions unter Weblinks), darunter den Shida Award 1998 des japanischen Ministeriums für Post und Telekommunikation, den Japan Microwave Prize 1998 sowie im Jahr 2015 die Ehrendoktorwürde der Autonomen Universität Barcelona (UAB). Seit 1982 war er Life Fellow des IEEE in Würdigung „seiner Beiträge zur dielektrischen und gedruckten Wellenleitertechnologie für integrierte Millimeterwellenschaltungen“ (For contributions to dielectric and printed wave-guided technology for millimeter-wave integrated circuits).
Tatsuo Itoh starb im Alter von 80 Jahren in seinem Heim in Kalifornien. Er hinterließ seine Ehefrau Seiko, seinen Sohn Akihiro, seine Tochter Eiko und drei Enkelkinder.

## Tatsuo Itoh Award
Er ist Namensgeber des Tatsuo Itoh Award. Mit diesem Preis wird einmal pro Jahr der in Form eines Artikels zu den IEEE Microwave and Components Letters (MWCL) erbrachte bedeutendste Beitrag gewürdigt.